# Kalendarium historii Koszalina

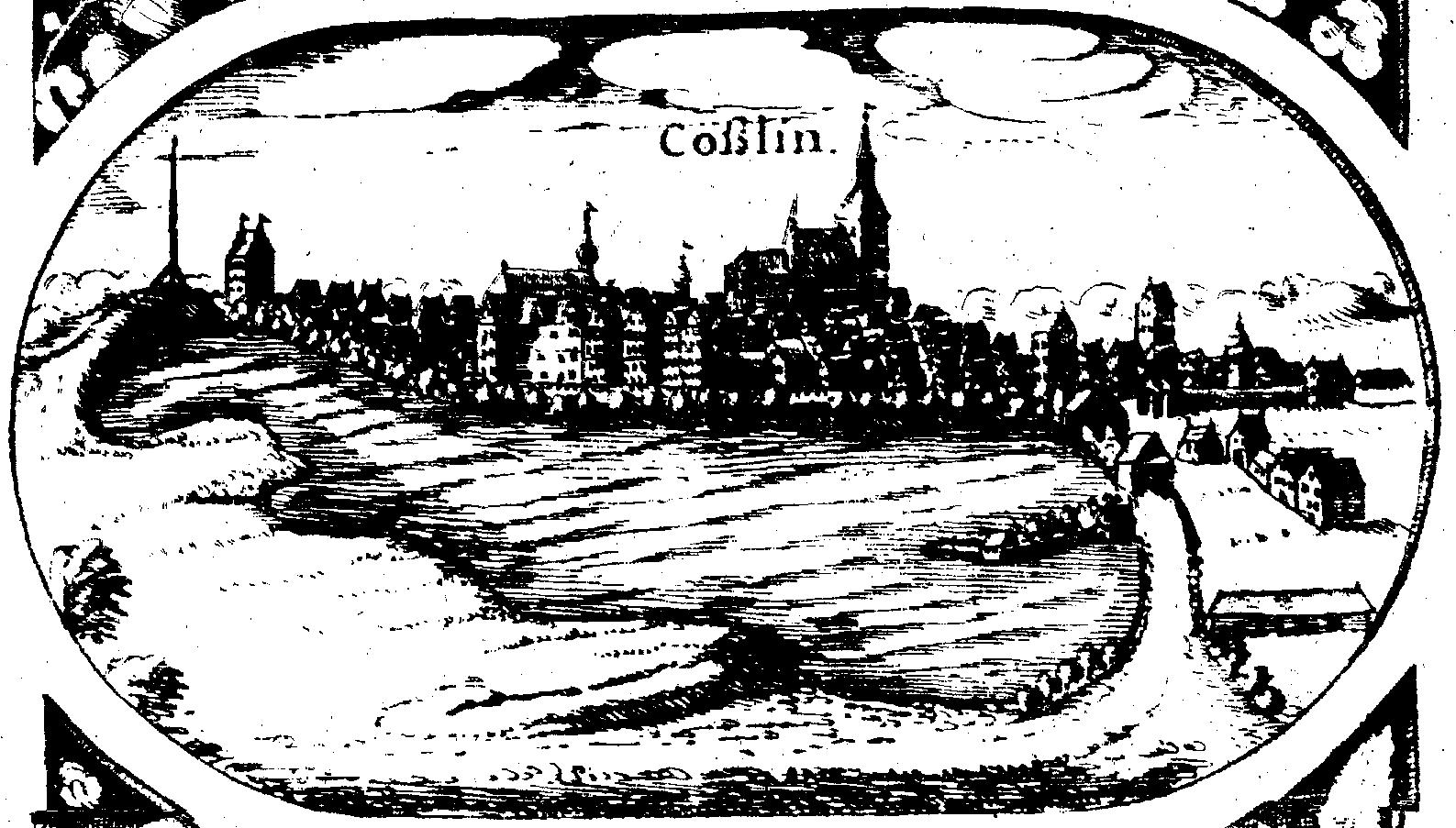
Panorama miasta z „Dużej mapy” Lubiniusa wykonanej w l. 1610-18

Kalendarium historii Koszalina – chronologiczne zestawienie najważniejszych faktów z dziejów miasta.
W swej historii Koszalin nosił także nazwy: Koszalice, Koeslin, Cussalitz, Coeslin, Cosalitz.

## Kalendarium

### do XII w.
- ok. 847 – Starcie zbrojne osadników Koszalina z grupą skandynawskich wojowników przybyłych w te okolice w poszukiwaniu surowców kopalnych, w szczególności miedzi. Bitwa zakończyła się zwycięstwem mieszkańców osady[potrzebny przypis].
- 1107 – zdobycie Koszalina przez Bolesława Krzywoustego (według Kroniki Wielkopolskiej).
- 1188 – założenie miasta [1] przez Słowian, co podaje Wendland w swej "Kronice" jako: "Roku 1188 miejsce to Wenedowie, którzy wyparci zostali z Pomorza  Przedniego na Pomorze Zachodnie, pod uprawę i hodowlę sposobić zaczęli.".

### XIII w.
- 1214 23 października – wystawiono przywilej przez księcia zachodniopomorskiego Bogusława II, w którym jest nadanie klasztorowi norbertanów w Białobłokach koło Trzebiatowa: ...w spokojne i swobodne posiadanie wraz z wszystkimi przynależnościami wieś Cossalitz zwaną, w pobliżu Cholin (Góry Chełmskiej) w kasztelanii kołobrzeskiej położoną...
- 1248 – miejscowość Cossalitz została przejęta na rzecz dóbr biskupa kamieńskiego
- 1248 – biskup z Kamienia Pomorskiego mianuje ks. Mikołaja pierwszym proboszczem parafii w Cossalitz
- 1263 – wymienia się kaplicę chrześcijańską na Górze Chełmskiej jako parafialną dla osady zarządzanej przez norbertanów.
- 1266 23 maja – istniejący już jako słowiańskie miasto [2] Koszalin otrzymał prawa miejskie na prawie lubeckim. Pierwsze godło miasta przedstawiało założyciela miasta, biskupa kamieńskiego Hermana von Gleichena. Godło to znajdowało się na pierwszej dużej pieczęci miejskiej, wykonanej wkrótce po założeniu miasta[3]. od 1266 do 1440

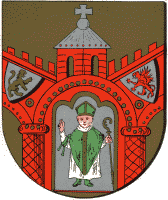
od 1266 do 1440

- 1274 – koszalinianie nabyli od bpa Hermana prawo do wyboru rady miejskiej.
- 1278 – kaplica na Górze Chełmskiej przechodzi w posiadanie zakonu cysterek z Koszalina.
- 1284 – pierwsza wzmianka o wsi Rokosowo położonej obok Koszalina. Nazwa wsi pochodzi od trawy rokosy.
- 1288 – rada miejska wykupiła wójtostwo wraz 30 łanami ziemi, uwalniając się od nadzoru urzędnika biskupiego. Miasto uzyskało pełny samorząd.
- 1291–1310 – wybudowano dookoła miasta nowe, murowane mury warowne. Mury miały 1560 metrów długości i ponad 7 wysokości. Na murach znajdowało się 46 baszt – czatowni otwartych od strony miasta. Ponadto była wieża więzienna i prochowa. Te solidne obwarowania wzmocnione były jeszcze zewnętrzną głęboką fosą. Do miasta można było się dostać jedną z trzech bram: Młyńską – od północy, Nową – od zachodu i Wysoką od południa.
- 1295 – Zwycięstwo króla polskiego Przemysła II przeciwko niemieckim koszalinianom w bitwie pod Gąskami. Jak podaje Wendland w swej "Kronice", król Polski: "prowadził wojnę z dwoma władcami pomorskimi Bogusławem IV i Ottonem I z powodu Pomorza Tylnego, zapisanego Przemysłowi przez ostatniego księcia Pomorza Tylnego Mściwoja.". Bitwa ta według historiografii niemieckiej miała tylko lokalny charakter a w rzeczywistości była częścią wielkiej kampanii odzyskiwania ziem polskich prowadzonej przez pierwszego po rozpadzie dzielnicowym Polski króla Polski Przemysła II.
- 1298 – niemieccy koszalinianie po śmierci króla Polski Przemysła II w Rogoźnie, jak podaje Wendland: "ponownie zajęli opactwo Bukowo, Bobolice i inne miejscowości, które zajęte były przez Polaków, przepędzając tym samym wroga ogniem i mieczem.". Wobec braku monarchy Polski ziemie te wpadły zatem ponownie w ręce Niemców.

### XIV w.
- 1300–1333 – powstał kościół parafialny Mariacki (obecna katedra), pod patronatem koszalińskiego klasztoru cysterek, zbudowany ze składek mieszczan, mniszek i darowizn pielgrzymów.
- 1302–1303 – Koszalin był często najeżdżany przez oddziały zbrojne z ziemi sławieńskiej (Święcowie) oraz Czecha Fryczka, namiestnika króla Polski Wacława II.

Koszalin odniósł spore straty.
- 1308 – rada miejska zakupiła od rodu Święców gród strażniczy w Gorzebądziu.
- 1308 – wybudowano pierwszy ratusz miejski. Budynek był w stylu gotyckim i znajdował się na środku rynku.
- 1313 – od tego roku Góra Chełmska (Gollen) należy do Miasta. Została przekazana Koszalinowi przez biskupa kamieńskiego Heinricha von Wacholt.
- 1324 – miasto wypowiedziało się przeciwko swemu zwierzchnikowi księciu Arnoldowi z Elz, a poparło jego przeciwnika księcia Ferdynanda.
- 1331 – wieś Jamno została przekazana na własność miastu Koszalin przez biskupa kamieńskiego Fryderyka von Eickstedta we wdzięczności za poparcie, jakiego Koszalin mu udzielił w sporze z księciem Arnoldem z Elz.
- 1333 – mieszczanin koszaliński Jan Spruth nabywa zachodnią połowę Jamna od książąt Sławna i Darłowa
- 1343 – biskup Johann nadaje Koszalinowi nową pieczęć.
- 1354 – bracia Bartuszkiewicze z Osiek sprzedają miastu Koszalin dwie trzecie swoich praw do jeziora Jamno
- 1356 – miasto uzyskało prawa sądownicze, żeglugowe i połowowe na obszarze jeziora Jamno i okolicznych miejscowościach odkupionych od mieszczanina Jana Spruthy i rodziny Bartuszewiczów z Osiek. Prawa te zostały zatwierdzone przez bpa Jana.
- 1368 – rada miasta utworzyła szkołę dla chłopców.
- 1378 – papież Grzegorz XI nadaje kaplicy na Górze Chełmskiej przywileje odpustowe.
- 1383 – poza murami miejskimi wybudowano kaplicę cmentarną św. Gertrudy. Kaplica powstała na planie ośmioboku w stylu gotyckim[4].
- 1386 – Koszalin pośrednio wstępuje do związku miast Hanzy. Z powodu dość wysokiej składki członkowskiej miasto jest reprezentowane przez Kołobrzeg.
- 1388 – pod Sianowem rycerze pomorscy napadają na gościa zakonu krzyżackiego księcia Geldrii Wilhelma i go porywają. W odwecie Krzyżacy pod dowództwem komtura Konrada Wallenroda niszczą część księstwa Bogusława VIII.
- 1389 – miasto oblegają Krzyżacy, zdobywają je i zmuszają do rozebrania jednej wieży i zniszczenia części murów miejskich.
- 1399–1400 – papież Bonifacy IX potwierdza przywileje odpustowe dla kaplicy na Górze Chełmskiej.
- ok. 1400 – przed Bramą Wysoką został wybudowany ceglany barbakan, zakończono naprawę umocnień zniszczonych w trakcie oblężenia krzyżackiego.
- 1400 – von Borke na polecenie księcia pomorskiego przekazuje miastu Koszalin wsie Czajcze (Deep) i Podamirowo (Puddemsdorf) Od tej pory do miasta należy praktycznie całe jezioro Jamno.

### XV w.
- 1419 – rada miejska udzieliła pożyczki bp. Magnusowi na sumę 3000 grzywien, w zastaw za podatek od parceli miejskich.
- 1427 15 sierpnia – Koszalin został włączony w uroczystości odpustowe na Górze Chełmskiej.
- 1440 – zbrojny napad na port Koszalina w Unieściu. Sprawcami byli zbrojni zaciągnięci i wyekwipowani przez kupców kołobrzeskich. Port został dotkliwie zniszczony.

- ok. 1440 – uchwalono nowy herb miasta[3]. od ok. 1440 do 1800

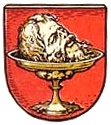
od ok. 1440 do 1800

- 1446 27 września – bitwa pod Tatowem między miastami Koszalina i Kołobrzegu (Kőslin i Kolberg). „...W ostatniej batalii zwyciężył Koszalin zdobywając główny sztandar miasta Kołobrzeg i wpędzając kilku jego mieszkańców do jeziora między Cieszynem a Tatowem. Ku pamięci tego zwycięstwa rada miejska Koszalina wydawała na św. Damiana i Kosmy, czyli 27 września, ucztę dla wszystkich mieszczan, którzy po niej obdarowywani byli jeszcze orzechami i obwarzankami w dużej ilości. Zwyczaj wydawania uczty został zniesiony przez burmistrza Antoniusa von Schlieffa [Antonius von Schlieffen], który był kołobrzeżaninem z urodzenia...” Według Kroniki Wendlanda. Wspomniany burmistrz urzędował w Koszalinie w latach 1533–1534. Od bitwy Koszalin samodzielnie występował w Hanzie.
- ok. 1445–1450 – powstał zakład szkutniczy, który zajmował się produkcją łodzi żaglowych, oraz szkut. Zakład znajdował się w okolicach obecnego Placu Kilińskiego. Zbudowane łodzie były spławiane rzeką na jezioro Jamno, na brzegach którego było kilka przystani rybackich i port.
- 1457 – Koszalin jest pełnoprawnym członkiem Hanzy
- 1459 – Koszalin nabywa prawo sądzenia mieszczan tylko przed sądem miejskim (pierwszej instancji) w sprawach skierowanych przeciwko mieszczanom.
- 1464 – miasto nabywa prawa sądownicze związane z utworzeniem sądu miejskiego. Miasto od tej chwili ma własnego kata i prawo powoływania ławników sądowych.
- 1473 – delegat miasta uczestniczy w zjeździe Hanzy w Lubece.
- 1475 – rycerze z orszaku księcia Bogusława X obrabowali kupców na szlaku w okolicach Góry Chełmskiej. W odwecie mieszczanie napadli na zamek w Sianowie, gdzie książę nocował. Poturbowano dworzan i porwano księcia, którego uwięziono w Koszalinie. Miasto za ten czyn musiało zapłacić księciu 3000 guldenów reńskich i błagać księcia na klęczkach o wybaczenie.
- 1480 – z polecenia bpa Marinusa, oddział zbrojny z Koszalina zajął i zniszczył zamek w Karlinie. W tym samym roku bp Marinus potwierdza prawo Koszalina do żeglugi.
- 1481 – Koszalin przystąpił do konfederacji miast pomorskich, zawiązanej w celu zwalczania rozbojów rycerskich na drogach.
- 1481 – Koszalin otrzymał od bpa Marinusa prawo karania śmiercią każdego schwytanego na rozboju na terenie dominium kamieńskiego.
- 1500 – w mieście wybucha zaraza.
- ok. 1500 – Bramę Nową wzmocniono przedbramiem z ceglanym barbakanem.

### XVI w.
- 1504 – wielki pożar miasta, spłonął klasztor cysterek, ratusz i wiele budynków mieszkalnych.
- 1504 – rozpoczęto budowę drugiego ratusza miejskiego.
- 1510 – Koszalin został oskarżony przez Kołobrzeg o przywóz soli przez port w Unieściu, a tym samym naruszenie monopolu gildii kołobrzeskiej na handel solą w dominium kamieńskim. Spór rozstrzygnął bp Marcin, zakazując Koszalinowi żeglugi, z wyjątkiem wywozu ryb małymi statkami. Zakaz był respektowany przypuszczalnie tylko do reformacji (1534 r.), gdy osłabła władza katolickich biskupów z Kamienia Pomorskiego.
- 1512 – powstaje główny ołtarz dla kościoła parafialnego (obecnie katedra) – tryptyk – rzeźba Andrzeja Wenzela z Iwięcina (powiat Koszalin)
- 1519 – budowa organów przez Ludemana, a także budowa rzeźbionych stalli – kościół farny nabiera blasku.
- 1530 16 lipca – Nikolaus z Lubeki, zwolennik Lutra głosi kazania w kościele mariackim.
- 1533 – w wyniku rozruchów reformatorskich spłonęła kaplica na Górze Chełmskiej.
- 1533 – piwowarzy koszalińscy wywalczyli sobie na wyłączność prawo na sprzedaż piwa. Od tej chwili inni mieszkańcy miasta mogli warzyć piwo jedynie na własny użytek bez prawa sprzedaży. Za złamanie prawa groziły wysokie grzywny.
- 1534 – przejęcia kościoła parafialnego przez protestantów, upadek wyznania katolickiego na Pomorzu.
- 1535 – powstała szkoła miejska dla chłopców, w której, obok synów bogatych mieszczan, uczyli się niezamożni chłopcy, wspierani przez radę miejską
- 1535 – na dżumę zmarło 1,5 tys. z 2,5 tys. mieszkańców Koszalina.
- 1544 – po reformacji miasto Koszalin staje się biskupstwem ewangelickim
- 1545 – kolejna zaraza dziesiątkuje miasto. Umiera 1,5 tys. mieszkańców.
- 1555 – powstaje Szkoła Łaciny (tzw. miejska-powszechna); w latach późniejszych na jej „podstawie” powstają w Koszalinie Miejskie i Królewskie Gimnazja

- 1566 – Godność biskupa pomorskiego przechodzi na pomorski dom książęcy.
- 1569–1574 – rozebrano pozostałości po klasztorze i rozpoczęto wznoszenie zamku książęcego.
- 1572 – książę Jan Fryderyk rozstrzyga spór między Koszalinem a Kołobrzegiem, Darłowem i Słupskiem o uprawnienia żeglugowe. Na mocy decyzji księcia Koszalin mógł importować, z pominięciem Kołobrzegu, 700 łasztów soli bajskiej i lineburskiej, sukna angielskie i flandryjskie rocznie oraz eksportować do Szwecji, Danii, Prus, Gdańska i Inflant zboże, wełnę i miód.
- 1574 – Jan Fryderyk przeniósł się do Szczecina, zaś biskupem kamieńskim został jego brat, książę Kazimierz. Zamek koszaliński był główną siedzibą księcia.
- 1582 – ukończono budowę zamku-rezydencji książąt-biskupów kamieńskich – Ostatnim etapem budowy było wzniesienie wieży zegarowej. Od tego roku, książę biskup Kazimierz był częstym gościem w swej siedzibie.
- 1599 – miasto uzyskało od księcia bpa Kazimierza prawo organizowania jarmarków na bydło

### XVII w.

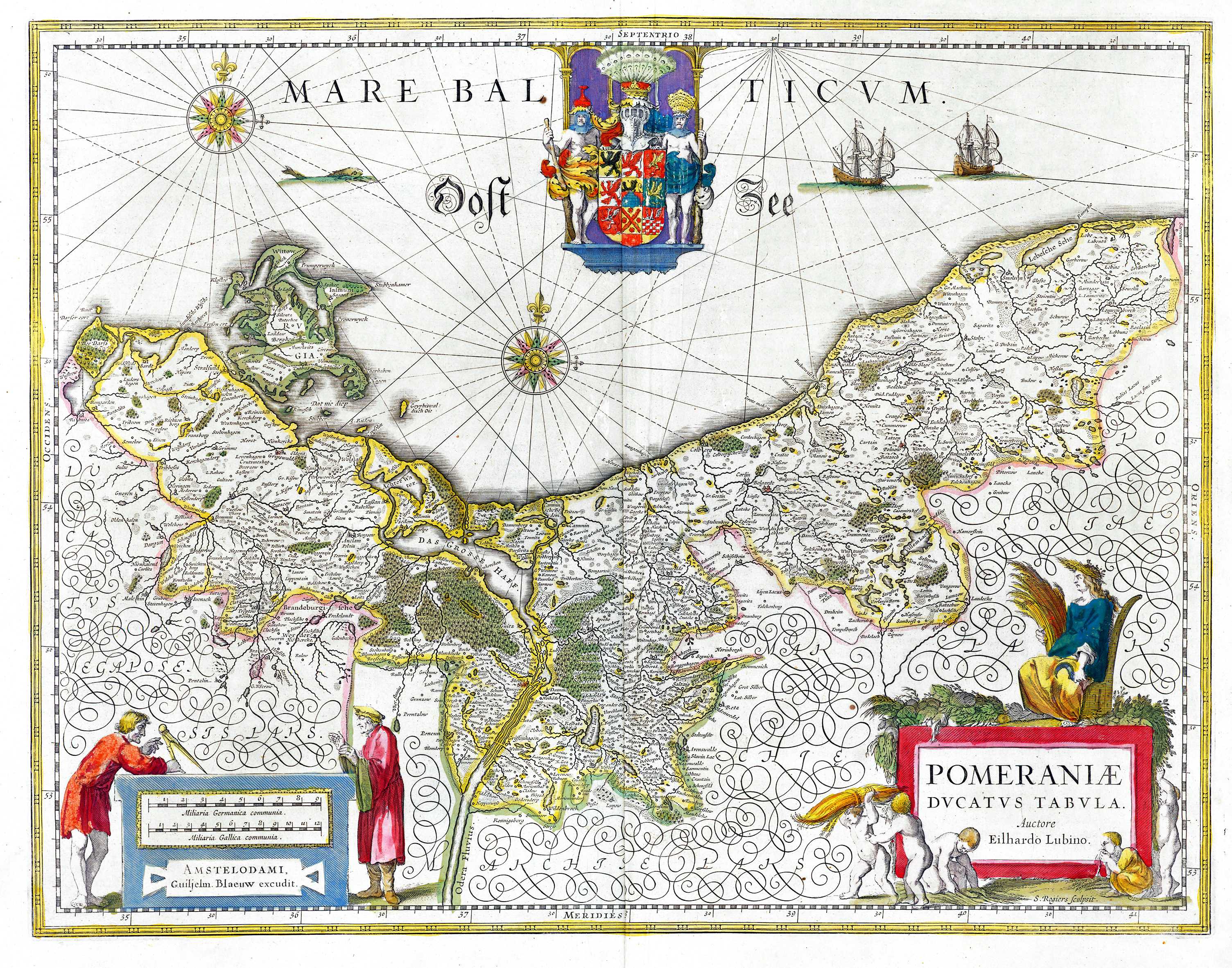
„Mała mapa” Pomorza Zachodniego z 1635; na podst. mapy Lubinusa

- 1602–1609 – przebudowa kaplicy z klasztoru cysterek na Kościół Zamkowy
- 1609 – Na ratuszu dobudowano wieżę z dzwonem pożarowym i zegarem.
- 1615 – biskup kamieński Franciszek w koszalińskiej mennicy emituje drobne monety: trzeciaki, grosze i podwójne szelągi.
- 1618 – z tego roku pochodzi najstarszy zapis ikonograficzny Koszalina wykonany przez malarza Johanna Wolfarta do mapy szwedzkiego kartografa E. Lubinusa
- 1618–1648 – w trakcie wojny trzydziestoletniej miasto zostało dość poważnie zniszczone. Zburzono około 200 domów, wiele straganów i warsztatów. Miasto podupadło finansowo i częściowo się wyludniło.
- 1625 – na wieży katedry zawisł pierwszy dzwon odlany przez Kockettza ze Szczecina;
- 1627 – Koszalin zajęły wojska cesarskie dowodzone przez barona ppłk. Fünfkircha. Na miasto nałożono wysoką kontrybucje w wysokości 15 tys. guldenów. W wyniku działań wojennych, stacjonowania wojsk cesarskich, kontrybucji, a także z powodu głodu i zarazy miasto się wyludniło
- 1637 – Koszalin zajęły wojska szwedzkie pod dowództwem generała Banniera
- 1646 5 lutego – w Koszalinie przebywała w drodze z Paryża do Warszawy królowa Polski Maria Ludwika Gonzaga, żona dwóch kolejnych władców Rzeczypospolitej z rodu Wazów: Władysława IV i Jana Kazimierza.
- 1660 – księstwo kamieńskie zostało włączone w skład Brandenburgii. Tym samym Koszalin staje się miastem brandenburskim.
- 1671 – kolejna zaraza atakuje miasto. W Koszalinie mieszka tylko 80 mieszczan.
- 1675 – W wyniku wojny szwedzko-brandenburskiej Koszalin ponownie jest okupowany przez Szwedów. Na miasto został nałożony kolejny okup. Miasto pogrążyło się w biedzie.
- 1690 – na ratuszu dobudowano wieżę z zegarem i dzwonem alarmowym.

### XVIII w.
- 1701 – sprowadzono z Kołobrzegu drugi spiżowy dzwon dla katedry
- 1713 – w mieście został założony garnizon wojskowy w sile około 1000 żołnierzy wojsk pruskich. Były to regularne jednostki wycofane z Holandii, wśród nich składający się z dwunastu kompanii 17. Regiment Piechoty von Grumbckova (infanterie-Regiment von Grumbckow) oraz 1 Regiment Dragonów Andreasa Rouvignac du Veyne (Dragoner-Regiment Andreas Rouvignac du Veyne)[5]
- 1718 11 października – wybuchł największy pożar w dziejach miasta. Spaliło się 317 domów (z 387 istniejących w mieście), 73 stajnie i 25 stodół. Całkowitemu zniszczeniu uległ ratusz wraz z aktami i biblioteką założoną przez Jakuba Schwedera, oraz zabudowania zamkowe i kościół zamkowy. Ocalał kościół NMP (dzisiejsza katedra) oraz część zabudowań położonych blisko niego.
- 1719 – na zarządzenie Friedricha Wilhelma I miasto otrzymuje znaczne wsparcie z kasy królewskiej na odbudowę po pożarze. Rozpoczęto w tym roku też budowę nowych wodociągów miejskich.
- 1720 – rozpoczęto budowę nowego – trzeciego już ratusza. Ten jednak nie powstał w centrum placu, lecz na jego południowej pierzei. Nowy barokowy ratusz miał dwie kondygnacje i wysoki łamany dach.
- 1720 – sąd dworski przenosi się do Koszalina.
- 1724 – w Koszalinie uruchomiono wodociąg miejski. Woda ze źródeł z Góry Chełmskiej spływała drewnianymi rurami do dwóch zbiorników znajdujących się na rynku. Pomiędzy zbiornikami stał pomnik Fryderyka Wilhelma
- 1731 – remont katedry: hełm wieży pokryto blachą miedzianą a dach falistą dachówką ceramiczną.
- 1736 – odbyła się w mieście, na nowym placu zagospodarowanym po zlikwidowanych fortyfikacjach, pierwsza parada wojskowa, w której uczestniczył przyszły król Prus, Fryderyk Wielki
- 1755 – dzwonnica katedry otrzymuje kolejne dwa dzwony. Od tego też roku kaplica św. Mikołaja (zburzona w 1822, znajdowała się na obecnym Placu Kilińskiego, Podgórna) służyła jako miejsce modlitwy dla żołnierzy katolików, głównie pochodzenia polskiego.
- 1760 – oblężenie i ostrzał Koszalina przez wojska rosyjskiego generała Tottlebena; pruski generał Benkendorf otrzymuje wolną drogę do wycofania się z miasta.
- 1761 – bitwa pod Bielicami. W tymże roku doszło do oblężenia Kołobrzegu przez wojska rosyjskie (wojna siedmioletnia), W okolicach Bielic doszło do starcia między oddziałem pruskim generała husarii Wernera a oddziałem rosyjskim pod dowództwem generała Tottlebena. Starcie musiało być dość poważne, gdyż na odsiecz rosyjskim oddziałom przybył na czele 24 000 żołnierzy rosyjski feldmarszałek Romancow. Po ustąpieniu wojsk pruskich Rosjanie rozbili na pewien czas obóz, a następnie powrócili do oblężenia Kołobrzegu. Zimą 1761/62 armia rosyjska powróciła pod Bielice, gdzie urządziła sobie obóz zimowy.
- 1764 – budowa pierwszej papierni w Kłosie k. Koszalina
- 1778 – Krystyn Fryderyk Schmieder z Saksonii, siodlarz, kołodziej i lakiernik w jednej osobie otwiera w Koszalinie manufakturę produkującą różnego rodzaju powozy, karety i inne pojazdy lżejszego typu. Firma bardzo dynamicznie się rozwija, lecz na początku XIX wieku ulega likwidacji z powodu śmierci jej założyciela.
- 1781 – powstała mydlarnia – założył ją kupiec Jan Bogumił Vogel. Zakład produkował na potrzeby rynku lokalnego, oraz znaczną część produkcji wysyłał do Szczecina, na Śląsk, do Saksonii, a nawet do Szwecji. Część surowców potrzebnych do produkcji mydła sprowadzano poprzez port Koszalina w Czajcze. Tą samą drogą część produkcji była wysyłana do odbiorców. Mydlarnia była jednym z największych zakładów Koszalina i najdłużej działających bez przerw. Produkcja w zakładzie trwała aż do 1939 roku.
- 1793 – powstała manufaktura tasiemek – założył ją kupiec Jakub Salomon Borchard. Na przełomie XVIII i XIX wieku przedsiębiorstwo zatrudniało wysoką jak na te czasy liczbę robotników – 359 Firma upadła po okresie wojen napoleońskich około 1820 r.
- 1798 – wizyta króla Friedricha Wilhelma III i małżonką Luizą w Koszalinie.
- 1800 – pojawia się modyfikacja herbu miasta[3]. od 1800 do 1938

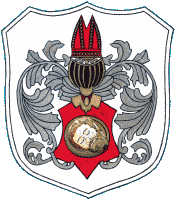
od 1800 do 1938

### XIX w.
- 1807 – oblężenie Kołobrzegu, francuska kwatera główna w Koszalinie. Wszyscy urzędnicy składają przysięgę wierności Napoleonowi, odmawia tylko referendarz rządowy Braun – późniejszy burmistrz Koszalina.
- 1808 – rozpoczyna się budowa przedmieścia Friedricha Wilhelma
- 1816 – w Koszalinie umieszczono stolicę jednej z trzech rejencji (obok szczecińskiej i stralsundskiej) wchodzącej w skład prowincji pomorskiej państwa pruskiego.
- 1816 – utworzenie seminarium nauczycielskiego i firmy wydawniczej Hendess
- 1817 15 czerwca – księżniczka Charlotte (córka królowej Luizy) ze swoim bratem, późniejszym cesarzem Wilhelmem I odwiedzają Koszalin.
- 1820 – przebito mur w okolicach obecnego EMPIKu, zbudowano most i usypano groblę. Rozpoczęto budowę drogi w kierunku Rokosowa.
- 1825 – powstała Miejska Kasa Oszczędności – jako druga na Pomorzu
- 1825 – utworzono ogólnopomorską gazetę „Kosliner Zeitung”.
- 1828–1835 – budowa drogi Goleniów – Nowogard – Karlino – Koszalin – Kłos – Sianów – Sławno – Słupsk – Lębork. Na budowie drogi w latach 1833–1835 na odcinku przez Górę Chełmską z Koszalina do Sianowa pracowało 100 polskich powstańców, którzy po zakończeniu w 1831 roku powstania listopadowego w zaborze rosyjskim, przeszli do Prus i nie byli skłonni do przesiedlenia do Ameryki. Powstańcy pracowali pod nadzorem wojskowym.
- 1829 – odsłonięto na Górze Chełmskiej pomnik w kształcie krzyża. Zgodnie z uchwałą ówczesnej Rady Miejskiej zbudowano go dla uczczenia ofiar jakie miasto poniosło w wojnie prowadzonej przez Prusy z Napoleonem w latach 1813–1815 Wysiłek mieszczan był dość znaczny. Miasto na własny koszt uzbroiło i wyekwipowało 800-osobowy oddział wojskowy. Wszyscy ochotnicy byli mieszkańcami miasta i najbliższych okolic. Znaczna część ochotników poległa na różnych polach bitew ówczesnej Europy[6].
- 1833 – powstała Fabryka Papieru Schlutisa
- 1839 8 lutego – Wobec plagi wilków w całym okręgu koszalińskim obowiązuje zarządzenie o masowym polowaniu na te drapieżniki.
- 1840 – przebudowa obecnej katedry: likwidacja kaplic i przybudówek, przebudowa ołtarza, ambony, stall i organów
- 1846 – powstał browar E. Aschera[7].
- 1850 – do Koszalina przenosi się Dyrekcja Poczty
- 1859 – wybudowano pierwszy dworzec kolejowy w mieście. Do 1870 Koszalin był stacją końcową dla linii ze Szczecina przez Białogard. 1 czerwca 1959 uruchomiono regularną komunikację kolejową ze Szczecinem.
- 1861–1863 – budowa drogi Koszalin – Kołobrzeg
- 1862 – oddano do użytku gazownię miejską.
- 1862–1864 – budowa linii kolejowej Kołobrzeg – Koszalin
- 1870 – do tego roku(około) rozebrano wszystkie średniowieczne Bramy Miejskie
- 1870 – otwarcie linii kolejowej Koszalin – Słupsk – Gdańsk
- 1872 – reforma administracyjna: zniesienie powiatu książęcego i utworzenie powiatów: Koszalin, Bobolice oraz Kołobrzeg-Karlino.
- 1872 – uruchomienie dużego młyna parowego przy obecnej ul.Morskiej (obecnie magazyny zbożowe)
- 1874 – wybudowano koszaliński browar akcyjny.
- 1878 – powstaje Fabryka Konserw Rybnych Waldemann
- 1888 – ukończono budowę rzeźni miejskiej
- 1890 – przeniesienie do Koszalina szkoły kadetów (obecnie Ośrodek Szkolenia Straży Granicznej).
- 1898 1 listopada – uruchomiono połączenie kolejki sławieńskiej z koszalińską – odcinek Nacław – Jacinki
- 1898 2 listopada – uruchomiono linię kolejki wąskotorowej na trasie Koszalin – Manowo – Nacław
- 1898 – wybudowano mleczarnię spółdzielczą.

### XX w.

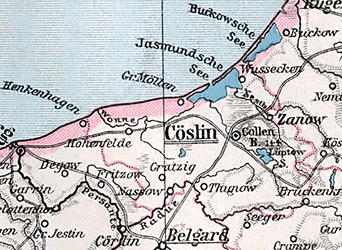
1905 – powiat grodzki Koszalin

- 1905 – uruchomienie linii kolejowej Koszalin – Mścice – Mielno.
- 1905 – otwarcie linii kolejki wąskotorowej Manowo – Bobolice przez Świelino i Świelino – Białogard
- 1908 – pierwsze rokowania pomiędzy Fundacją Salem a władzami powiatu Koszalina podjęte w sprawie budowy pierwszego na Pomorzu Środkowym szpitala i Domu Macierzystego Sióstr
- 1908 – Powstaje fabryka części samolotowych LVG (Luft-Verkehrs-Gesellschaft mbH Köslin), będąca filią zakładów lotniczych w Hamburgu
- 1910 – zapaliły się w mieście pierwsze żarówki.
- 1910 – początek kanalizowania miasta.
- 1912 – podpisanie umowy o budowie szpitala przez zakon Salem i przystąpienie do realizacji inwestycji.
- 1912 – 25 maja–12 sierpnia wielka wystawa gospodarczo-przemysłowo-rolnicza na terenach wystawowych położonych u podnóża Góry Chełmskiej.
- 1913 – przyjęcie do nowego szpitala pierwszego pacjenta
- 1913 – przedłużenie linii tramwajowej z Mielna do Unieścia.
- 1914 – w mieście powstaje lotnisko i zakłady towarzystwa komunikacji lotniczej
- 1914 – zakończenie budowy nowego dworca kolejowego
- 1914 – powstaje w mieście, przy zakładach lotniczych i lotnisku, Wojskowa Szkoła Pilotów nr 9 W krótkim czasie powstaje na lotnisku kilka obszernych hangarów na różnego typu samoloty. Adepci uczyli się pilotażu na różnych typach i odmianach samolotu. M.in. na myśliwskich Albatrosach, dwusilnikowych bombowcach Friedrichshafen, czy też wielozadaniowych L.V.G.
- 1915 – całkowity rozruch szpitala oraz rozpoczęcie dalszej rozbudowy obiektów szpitalnych
- 1919 – w wyniku traktatów wersalskich szkoła kadetów zostaje rozwiązana, a w obiektach po niej powstaje gimnazjum realne.
- 1919 – otwarcie Pedagogium żeńskiego dr Reusse
- 1920 – W wyniku postanowień Traktatu Wersalskiego, rozformowano wszystkie jednostki garnizonu wojskowego w mieście. Zlikwidowano Wojskową Szkołę Pilotów, oraz zamieniono Korpus Kadetów na Państwowy Zakład Kształceniowy – szkołę średnią ogólnokształcącą z internatem. Zlikwidowano też zakłady lotnicze. Lotnisko zaś przetrwało aż do połowy lat 50. Obecnie teren lotniska jest zabudowany (ul. Morska róg ul.Przemysłowej) oraz znajdują się tam ogrody działkowe.
- 1921 – rozpoczęła się budowa obiektów rekreacyjnych na Górze Chełmskiej.
- 1923 1 kwietnia – w wyniku reformy administracyjnej Koszalin zostaje przekształcony w powiat grodzki.
- 1926 1 maja – oddano do użytku linię tramwajową do wsi Rokosowo.
- 1928 – ukończono budowę gmachu remizy straży pożarnej przy ul. Kazimierza Wielkiego.
- 1930 – ukończono budowę nowego gmachu dla sądu krajowego i rejonowego, obecnie też budynek zajmuje sąd okręgowy
- 1931 – powstaje park im. Hindenburga – obecnie park różany przy ul. Piastowskiej.
- 1932 1 sierpnia – ponowne utworzenie powiatu ziemskiego Koszalin z włączeniem dawnego powiatu Bobolice
- 1933–1934 – urządzenie stawu zamkowego i umacnianie ulicy Piastowskiej
- 1934 – odsłonięcie pomnika pamięci poległym z 49 pułku piechoty na placu im. Brauna (naprzeciw Zespołu Szkół Ekonom.)
- 1935 – początek budowy kompleksu koszar przy Alei Rokosowskiej (obecnie Zwycięstwa) i ulicy gen. Litzmanna (obecnie 4 Marca).
- 1936 – budowa stadionu sportowego przy Czarnym Wzgórzu – obecnie stadion Bałtyk
- 1936 – wprowadzenie sztabu 32 dywizji piechoty do wschodniego skrzydła budynku Rejencji. Wprowadzenie sztabu 94 pułku piechoty do nowych koszar.
- 1937 – początek budowy nowego gmachu dla Urzędu Rejencji (obecnie ul. Andersa, gmach byłego UW)
- 1937 – przebudowa placu im. Friedricha Wilhelma (obecnie plac Wolności np. gmachu poczty głównej)
- 1937 – wprowadzenie I dywizjonu 32 pułku artylerii do nowych koszar.
- 1938 – konkurs na nowy ratusz miejski planowany przy parku im. Hindenburga.
- 1938 – 31 sierpnia władze nazistowskie wprowadzają nowy herb miasta, inspirowany germańskimi znakami runicznymi[3][8]. od 1938 do 1959

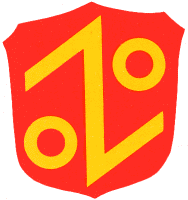
od 1938 do 1959

- 1938–9 na 10 listopada następuje w całych Niemczech pogrom Żydów zwany nocą kryształową. Spalono miejscową synagogę oraz zdewastowano dwa cmentarze żydowskie.
- 1939 – oddanie do użytku nowego gmachu rejencji.
- 1939 – przekształcenie szpitala w szpital wojskowy
- 1945 – 1 marca wojna dotarła do bram miasta. W mieście ogłoszono alarm przeciwczołgowy, trwa ewakuacja mieszkańców. Ostatni raz był widziany pomnik z placu ratuszowego Friedricha Wilhelma I, wywieziony i ukryty gdzieś w okolicznych lasach.
- 1945 4 marca – Koszalin zajmują jednostki 3. samodzielnego korpusu pancernego gwardii 70 armii II Frontu Białoruskiego Armii Czerwonej[9] pod dowództwem generałów Panfiłowa i Romanowskiego.
- 1945 7 marca – Wydział Propagandy Armii Czerwonej nakręcił reportaż ze zdobycia miasta "W Pomeranii". Nie wiadomo czy film był kręcony w dniu zajęcia miasta czy później[10].
- 1945 29 marca – powstały w mieście: Pierwszy Urząd Pocztowy przy ul. Dworcowej 17 oraz pierwszy oddział polskiej milicji
- 1945 – kościół mariacki zostaje przejęty przez katolików. Oo. franciszkanie prowadzą duszpasterstwo
- 1945–1947 – w Koszalinie stacjonował bardzo duży garnizon radziecki, część miasta jest zamknięta dla ludności cywilnej. W Koszalinie znajduje się 12 szpitali wojskowych radzieckich, gdzie kurują się ranni w wyniku ofensywy na Berlin. W tym też okresie Armia Czerwona demontuje maszyny z koszalińskich zakładów przemysłowych (min. papiernię) oraz rozbiera linie kolejowe na terenie powiatu: wąskotorowe i normalnotorowe o znaczeniu lokalnym (węzły kolejowe Polanów, Bobolice, czy też wąskotorówkę z tego obszaru.)
- 1946 – naprawa dachu i wieży kościoła mariackiego.
- 1946 – 7 maja oficjalnie zatwierdzono obecną nazwę miasta[11].
- 1950 – powstaje województwo koszalińskie.
- 1953 – listopad, powstał Bałtycki Teatr Dramatyczny.
- 1953 – rozpoczęła działalność Rozgłośnia Polskiego Radia w Koszalinie.
- 1954 – 4 lutego w granice miasta włączono wieś Rokosowo.
- 1954 – wzniesienie, przed ówczesnym Urzędem Wojewódzkim na ul. Lampego, pomnika ku czci żołnierzy Armii Czerwonej[9].
- 1956 – powstała Koszalińska Orkiestra Symfoniczna (koncert inauguracyjny: 25.03.1956 r.).
- 1956 – kwiecień, rozpoczął regularną działalność Dyskusyjny Klub Filmowy. Najpierw pokazy w różnych salach, po roku chyba – w sali kina WDK, nazywanego w latach 70. kinem studyjnym „Kryterium”. DKF prowadził Józef Gross, Dana Jurszewicz, Katarzyna Mondroń.
- 1957 – utworzono Wojewódzki Dom Kultury w Koszalinie.
- 1959 – 10 lutego uchwalono nowy herb miasta[3]. od 1959

.

od 1959

- 1960 – 7 grudnia powołano Teatr Propozycji „Dialog” (faktyczną działalność rozpoczął w sierpniu 1959 r.).
- 1960 – modernizacja kościoła mariackiego – usunięcie balkonów i galerii bocznych.
- 1962 – nadanie szpitalowi w Koszalinie rangi szpitala wojewódzkiego.
- 1962 – 15 grudnia oddano do urzędowania siedzibę władz miejskich – nowy ratusz – szósty w dziejach miasta – obecna siedziba władz miejskich.
- 1964 – powstało Koszalińskie Towarzystwo Społeczno-Kulturalne, zajmujące się upowszechnianiem, inspirowaniem i koordynacją działalności kulturalnej na terenie miasta i w województwie poprzez m.in. działalność wydawniczą, organizację plenerów (w Osiekach) i in.
- 1965 – powstał Klub Międzynarodowej Prasy i Książki (popularnie zwany: „EMPIK”).
- 1965 – wzniesienie, przed gmachem Urzędu Miejskiego na ówczesnym Placu Bojowników PPR, pomnika „Byliśmy – Jesteśmy – Będziemy”[9].
- 1967 – 1 lutego otwarto kawiarnię „Ewa” przy ulicy 1-go Maja. Pierwszym gospodarzem kawiarni były Koszalińskie Zakłady Gastronomiczne.
- 1967 – 26 czerwca w mieście odbywa się XVI Zjazd Związku Literatów Polskich[12].
- 1972 – 28 czerwca zostaje powołana na podstawie bulli papieskiej diecezja koszalińsko-kołobrzeska z ordynariuszem ks. biskupem Ignacym Jeżem, ponadto kościół mariacki został podniesiony do rangi katedry.
- 1972 – 22 października ingres pierwszego biskupa ordynariusza Ignacego Jeża w katedrze.
- 1973 – otwarcie nowego amfiteatru. W 1975 oddają dach nad amfiteatrem. Jest to jedyny, unikatowy nawet w Europie, amfiteatr z widownią krytą dachem, oraz obrotowym dachem nad sceną, który po odwróceniu się o 90° tworzy potężny ekran dla projekcji kinowych. Rozwiązania te są autorstwa prof. dr inż. Jana Filipkowskiego z ówczesnej Wyższej Szkoły Inżynierskiej w Koszalinie (obecnie Politechnika)
- 1974 – 25 maja konsekracja pierwszego biskupa sufragana Tadeusza Werno
- 1974 – 3 lipca po ojcach franciszkanach opiekę duszpasterską w parafii katedralnej przejęli księża diecezjalni
- 1975 – I Międzynarodowe Spotkania Filmowe „Młodzież na ekranie”, które od następnego roku nazywały się Koszalińskie Spotkania Filmowe „Młodzi i Film”. W latach 1989–1999 impreza się nie odbywała. W 1999 r. reaktywacja festiwalu. W 2000 r. tylko przegląd filmów. W 2001 przekształcony w konkurs międzynarodowy. W 2004 roku dyrektor festiwalu – Mariusz Raniszewski wprowadza nazwę Koszaliński Festiwal Debiutów Filmowych „Młodzi i Film”. Dyrektorzy festiwalu: Piotr Jaroszyk – 1973–1989 i 1999, Ryszard Kirejczyk (dyr. programowy przeglądu) – 2000, Ryszard Urbański – 2001-2003, Mariusz Raniszewski – 2004–2006, Jacek Paprocki – od 2007 r.
- 1978 – oddano do użytku budowaną wiele lat Wojewódzką i Miejską Bibliotekę Publiczną im. Joachima Lelewela
- 1978 – 22 maja naprzeciwko MOKU posadzono Dąb Pokoju (Kverko de Paco), posadził go Japończyk – esperantysta, który przeżył wybuch bomby atomowej w Hiroszimie.
- 1980 – 23 marca konsekracja czterech nowych dzwonów w katedrze.
- 1980 – wzniesienie pomnika gen. Karola Świerczewskiego przy ówczesnej ul. Świerczewskiego[13].
- 1991 – 1 czerwca wizyta papieża Jana Pawła II w Koszalinie. Papież wyświęcił min. Kaplicę Najświętszej Marii Panny Trzykroć Przedziwnej na Górze Chełmskiej oraz Wyższe Seminarium Duchowne w Wilkowie. Odprawił mszę dla żołnierzy WP na lotnisku w Zegrzu Pomorskim i dużą mszę dla wiernych na placu od tej chwili zwanym papieskim – obecnie stoi kompleks handlowy Emka.
- 1991 – podział szpitala na cztery odrębne jednostki: Szpital Wojewódzki, Wojewódzka Stacja Pogotowia Ratunkowego, Zakład Opieki Zdrowotnej, Wojewódzka Przychodnia Specjalistyczna.
- 1992 – 23 lutego ingres w katedrze nowego biskupa ordynariusza Czesława Domina
- 1994 – powstała Telewizja Kablowa Koszalin
- 1996 – 15 marca śmierć biskupa Czesława Domina. 21 marca biskup Domin został pochowany w sarkofagu w katedrze pod wieżą
- 1996 – 31 sierpnia ingres biskupa Mariana Gołębiewskiego w katedrze koszalińskiej.
- 1997 – wpisanie Szpitala Wojewódzkiego w Koszalinie do Rejestru Dla Samodzielnych Publicznych Zakładów Opieki Zdrowotnej, przez co placówka otrzymała osobowość prawną
- 1999 – 1 stycznia w wyniku reformy administracyjnej kraju Koszalin stracił status miasta wojewódzkiego i został wcielony jako powiat grodzki do województwa zachodniopomorskiego ze stolicą w Szczecinie.

### XXI w.
- 2004 – 18 marca w Sejmie RP odbyło się pierwsze czytanie obywatelskiego projektu ustawy w sprawie utworzenia województwa środkowopomorskiego. Decyzją posłów projekt skierowany został do Komisji Administracji i Spraw Wewnętrznych oraz Komisji Samorządu Terytorialnego i Polityki Regionalnej.
- 2006 – 10 stycznia oddano do użytku obwodnicę śródmiejską.
- 2006 – 10 kwietnia ukazał się pierwszy numer dziennika „Miasto”
- 2006 – 15 maja posadzenie 25 dębów, utworzenie Alei Dębów Pamięci, w parku przy Koszalińskiej Bibliotece, na dawnym cmentarzu niemieckim, na cześć dawnych zasłużonych mieszkańców Köslina
- 2006 – 26 maja uroczysta prezentacja przetłumaczonej z gotyku Kroniki Wendlanda w Ratuszu miejskim
- 2006 – 12 listopada drugie bezpośrednie wybory prezydenckie – ponownie na urząd prezydenta miasta został wybrany Mirosław Mikietyński
- 2007 – 12 stycznia przestał się ukazywać w Koszalinie dziennik „Głos Pomorza” W wyniku reformy wewnątrz koncernu prasowego połączono tytuły „Głos Pomorza”, „Głos Koszaliński” i „Głos Szczeciński” w jedną gazetę
- 2007 – 19 marca Centralny Ośrodek Szkolenia Straży Granicznej uzyskuje imię Marszałka Józefa Piłsudskiego

## Ludność
Liczba ludności w poszczególnych latach (w tys.)
- 1535 – 2,5
- 1536 – 1
- 1870 – 13,5
- 1880 – 16,8
- 1900 – 20,4
- 1905 – 21,5
- 1925 – 28,8
- 1940 – 33,5
- 1945 – 17
- 1950 – 18,9
- 1960 – 44,4
- 1970 – 65,2
- 1975 – 77,6
- 1980 – 93,5
- 1990 – 109
- 1999 – 112,7
- 2000 – 109
- 2002 – 108
- 2004 – 107
- 2005 – 107
- 2006 – 106
- 2007 – 107
- 2008 – 107